# Princess Bride
『Princess Bride』（プリンセスブライド）は2003年9月26日に130cmより発売された18禁恋愛アドベンチャーゲーム。プリブラと略される。

## 概要
2006年9月29日に『Princess Brave 雀卓の騎士』とのカップリングの上、以前13cmの『ラストオーダー』のおまけとして収録されていたRPG『ダンジョンクラッカー』を収録した『Princess Bride BOX SET』が発売された。
本作は130cmでは最初にして今のところ唯一の、13cmを含めても最後のCD-ROM版発売作品である。

## ストーリー
父親が外交官、母親が通訳でよく海外に行くこともあり、いつも一人暮らしの家庭科部部長・本城理人はある日、母親から意味不明な電話を受けた。よく酔った調子で意味不明な電話をかけてくる母のことだからと理人は聞き流していたが、翌日には唐突に5人の少女から一斉に愛の告白をされてしまった。さらに彼女たちは理人の家に住むと言いだしたうえ、決められた枚数のカードを持ち、それを使い切った者が理人と結婚するという淑女協定まで結ぶ。実は、この一連の流れは6人の母親の間で仕組まれたものであった。

## 登場人物

### メインキャラクター
本城 理人（ほんじょう あやひと）
声：杏露花梨
主人公。家庭科部部長。いきなり5人に押しかけられて大困惑。
嘉島 聖（かしま きよみ）
声：田中美智
理人のお隣さんで幼なじみ。クラス委員も務める家庭科部副部長。
姫史 愛生（きし あいみ）
声：佐々木あかり
聖の従妹で後輩。わがままで甘え上手。関西弁を話す。愛用の水着は聖のお下がりのスクール水着。
葛城 佳央（かつらぎ かお）
声：涼森ちさと
活発な後輩。思いこみが激しい。
逢坂 遥奈（おうさか はるな）
声：天天
家庭科部の後輩。おっとりしているが鋭いことを言う時も。
櫻見 枝絵留（さくらみ しえる）
声：中瀬ひな
冷静で人付き合いの少ないクラスメート。ドイツクォーターの帰国子女。

### サブキャラクター
嘉島 早智子（かしま さちこ）
声：南菜実
聖の母。理人の両親が家を空ける時は決まって彼女が入っていた。
姫史 翔子（きし しょうこ）
声：南菜実
愛生の母。早智子とは双子。
中谷 恭一（なかたに きょういち）
昔は本城家の隣に住んでいた。学園の臨時保健医。
藤原 紅緒（ふじわら べにお）
声：南菜実
理人・聖・枝絵留のクラスメート。
原田 ひかり（はらだ ひかり）
声：天天
理人・聖・枝絵留のクラスメート。
野々原 のの乃（ののはら ののの）
声：中瀬ひな
理人・聖・枝絵留のクラスメート。

## スタッフ
- シナリオ：うつろあくた、元長柾木、もみあげルパンR
- 原画：みやま零
- 主題歌：I've
- 音楽：E&M's SOUND

## 主題歌
オープニング「Princess Bride!」
作詞：うつろあくた / 作曲：KOTOKO / 編曲：SORMA / 歌：KOTOKO
エンディング「Sledgehammer Romance」
作詞：元長柾木 / 作曲：KOTOKO / 編曲：SORMA / 歌：KOTOKO

## 関連商品
プリンセスブライド アレンジアルバム
2003年11月27日発売。BGMのアレンジバージョンとOP/ED曲を収録。
プリンセスブライド
パラダイムノベル209巻。文：伊藤イツキ。ISBN 4-89490-709-7
Princess Brave 雀卓の騎士
本作で決着が付かなかった状態からの後日談的作品。